# Database Publishing
Database Publishing – metoda zautomatyzowanej produkcji publikacji wykorzystująca wyspecjalizowane techniki do generowania wielostronicowych dokumentów z danych źródłowych zawartych w tradycyjnych bazach danych. Zawartość takich baz mogą stanowić zarówno teksty, jak i obrazki, ale w jej skład mogą wchodzić również metadane związane z zasadami formatowania generowanych dokumentów. Typowymi przykładami dokumentów generowanych w ten sposób są katalogi, raporty, cenniki, materiały na potrzeby marketingu bezpośredniego, czy nawet książki telefoniczne. Podstawową ideą Database Publishingu jest użycie zawartości bazy danych w celu wypełnienia wstępnie sformatowanych szablonów dokumentów. Są one zwykle tworzone w układzie, w którym pewne obszary lub teksty oznacza się jako pola zastępcze. Następnie kierowana jest do nich docelowa zawartość pochodząca ze źródła danych. Pozwala to na szybką generację finalnej publikacji, a w przypadku zmian w bazie danych, na sprawną jej aktualizację za pomocą zautomatyzowanego procesu. Kolejny model zastosowania Database Publishing można znaleźć w wielu rozwiązaniach typu Web-to-Print, w których użytkownicy przeglądają szablony umieszczone w katalogu online (np. wizytówki, broszury itp.), personalizują wybrany szablon poprzez wypełnienie formularza, a następnie odbierają gotowy do zastosowania materiał wyjściowy. Database Publishin jest silnie związany z metodą Dynamic Publishing.